# Crizotinib
Crizotinib é um fármaco em testes com a possibilidade de tratamento câncer pulmonar. Os direitos da molécula pertencem a Pfizer.